# Águilas
Águilas è un comune spagnolo di 34 533 abitanti situato nella comunità autonoma di Murcia.

## Geografia
Águilas è situata a 35 km da Lorca, a 105 km da Murcia e 75 da Cartagena. Ha una estensione di 251,77 km². Conta con 28 km di costa mediterranea e si trovo all'estremo sudovest della Regione di Murcia.
Nel comune di Águilas ci sono molti villaggi come: Barranco de los Asensios, Los Melenchones, Peñaranda, Todosol, Las Zurraderas, Los Geráneos, Los Arejos, Calarreona, El Cocón, Los Gallegos, Los Mayorales, Calabardina, Cuesta de Gos, Cope, El Garrobillo de Águilas, Tébar.